# Anoecia furcata
Anoecia furcata är en insektsart som beskrevs av Carl Julius Bernhard Börner 1950. I den svenska databasen Dyntaxa används istället namnet Anoecia nemoralis. Enligt Catalogue of Life ingår Anoecia furcata i släktet Anoecia och familjen långrörsbladlöss, men enligt Dyntaxa är tillhörigheten istället släktet Anoecia och familjen gräsrotbladlöss. Arten är reproducerande i Sverige. Inga underarter finns listade i Catalogue of Life.